# Саксонская народная партия
Саксонская народная партия (нем. Sächsische Volkspartei, SVP) — леволиберальная и радикально-демократическая партия с социалистическим уклоном в Северогерманском союзе, основанная при участии Вильгельма Либкнехта, Отто Фрейтага и Августа Бебеля 19 августа 1866 года в Хемнице (Саксония) и в 1869 году вошедшая в только что созданную Социал-демократическую рабочую партию (SDAP). Представляла собой политический союз между антипрусскими буржуазно-либеральными силами и членами социалистических рабочих образовательных ассоциаций Саксонии и считается относительно небольшим предшественником современной СДПГ.
В преамбуле к Хемницкой программе Саксонской народной партии было записано обязательство «[…] бороться с врагами немецкой свободы и единства при любых обстоятельствах и во всех областях […]». Основатели партии выступали за «[…] неограниченное право немецкого народа на самоопределение […]», содействие «[…] всеобщему процветанию […]» и «[…] освобождению труда и трудящихся от любого давления и любой зависимости […]».

## История партии
Основатели SVP
Созданная 19 августа 1866 года сразу же после победы Пруссии над Австрией в Семинедельной войне и основания Северогерманского союза Саксонская народная партия представляла собой союз по расчёту между радикальными демократами, марксистами и буржуазными либералами, объединённых общей целью не допустить господства Пруссии в новообразованной конфедерации северогерманских государств. Она разделяла эту цель с южногерманскими либералами, которые через два года откололись от Прогрессистской партии и сформировали Немецкую народную партию. Главным отличием саксонских либералов от южногерманских была социалистическая составляющая, имевшая значительно больший вес в Саксонской народной партии с её претензией на представительство интересов рабочего движения.
В отличие от прусских социал-демократов из лассальянского Всеобщего германского рабочего союза (ADAV), Саксонская народная партия выступала за «великогерманский путь» решения германского вопроса, то есть за создание федерации германских государств, включая Австрию, с большими правами для отдельных стран, в то время как в Пруссии большинство политиков, в том числе и социалистов, предпочитало «малогерманский путь» без Австрии, что обеспечало политическое господство Пруссии в объединённом немецком государстве.
Основание Северогерманского союза, пришедшему на смену Германского союза, созданного после Венского конгресса 1815 года, тесно привязало немецкие государства севернее Главной линии к Пруссии и былоа первым шагом министра-президента Пруссии и канцлера Северной Германии Отто фон Бисмарка на пути объединения Германии вокруг Прусского королевства, чтобы таким образом, закрепить монархический принцип под суверенитетом прусских Гогенцоллернов.
Для Саксонской народной партии консервативно-монархическая политика Бисмарка означала антидемократическую реакцию, милитаризм и полицейское государство. На выборах в Северогерманский рейхстаг в 1867 году Саксонская народная партия получила три мандата. Депутатами наряду с более либеральным Райнхольдом Шрапсом стали Вильгельм Либкнехт и Август Бебель, которые представляли социалистически-марксистское крыло партии. В новом Рейхстаге в Берлине они присоединились к леволиберальной Немецкой народной партии чтобы вместе противодействовать политике прусского правительства. Однако с самого начала партия была слишком слаба, её крылья слишком разрозненны, а политическая ситуация слишком ясна, чтобы быть в состоянии протолкнуть свои цели в отношении национального вопроса. С другой стороны, социальный вопрос и представительство политических интересов рабочего класса приобрели в партии ещё больший вес, в то время как буржуазно-либеральное крыло рассыпалось.
После трёх лет существования Саксонская народная партия была распущена, после чего члены её левого марксистского крыла присоединились к Социал-демократической рабочей партии (SDAP), основанной 1 августа 1869 года под руководством Бебеля и Либкнехта в Эйзенахе. Оба политика сохранили свои места в рейхстаге, но теперь уже представляли новую социалистическую партию.
После создания в 1871 году Германской империи разногласия вокруг путей объединения перестали быть актуальными, что позволило SDAP и ADAV объединиться. В 1875 году в Готе была образована Социалистическая рабочая партия Германии (SAP), что стало стало важным шагом на пути развития германской социал-демократии. После отмены антисоциалистических законов, действовавших с 1878 по 1890 год, и переименования в 1890 году, наконец, возникла Социал-демократическая партия Германии (СДПГ), которая действует под этим названием и по сей день, несмотря на множество программных изменений.